# جورج نونومورا
جورج نونومورا (مواليد 5 فبراير 1958) هو مبارز بالسيف من الولايات المتحدة، مثّل بلاده في الألعاب الأولمبية الصيفية 1988.

## روابط رياضية
جورج نونومورا على موقع أوليمبيديا (الإنجليزية)